# Вокзал Сен-Лазар

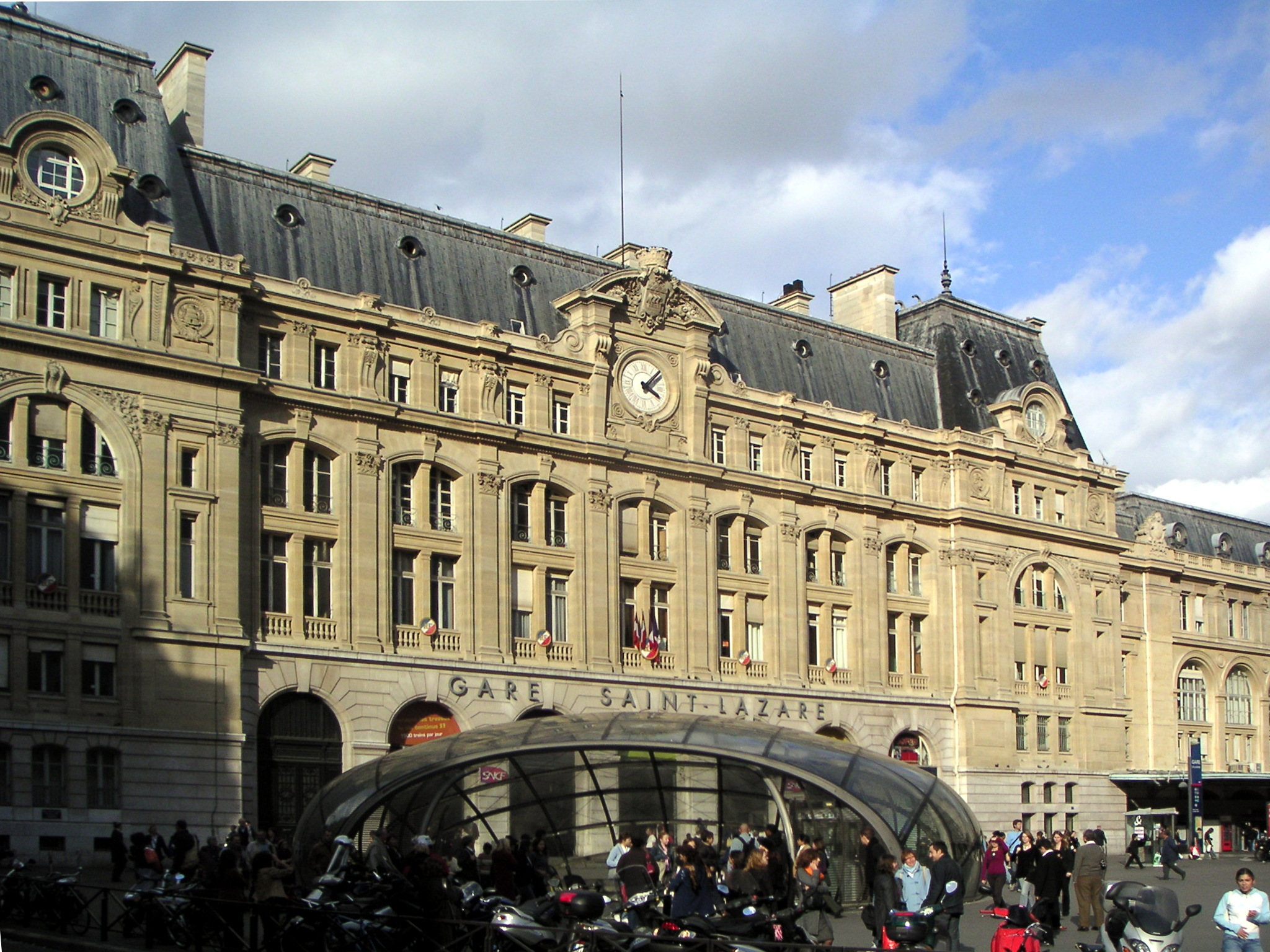
Здание вокзала Сен-Лазар со входом на линию метро 14

Вокзал Сен-Лазар (фр. Gare Saint-Lazare) — одна из семи крупных головных железнодорожных станций Парижа. Вокзал находится в 8-м округе, неподалёку от больших торговых центров. Поскольку вокзал обслуживает преимущественно регион Иль-де-Франс, его пропускная способность составляет около ста млн пассажиров в год (274 тысячи в день), что делает эту железнодорожную станцию третьей по величине во Франции (после парижских же Северного вокзала, и Лионского вокзала).
Сен-Лазар имеет двадцать семь путей и связан с парижским общественным транспортом (метро, RER и автобус).

## История
История вокзала Сен-Лазар берет своё начало в 1837 году с открытием железнодорожной линии из Парижа в Сен-Жермен-ан-Ле. Сначала было возведено временное деревянное здание вокзала на площади Европы. В 1841 году было построено второе, тоже временное, здание, на этот раз на рю де Стокгольм, непосредственно перед площадью Европы. Братья Перье, владельцы железнодорожной линии, планировали продлить линию в направлении центра города до Рю Тронше, но потерпели неудачу из-за сопротивления муниципалитета и владельцев прилегающих к линии земельных участков.
Третий вокзал появился в период с 1842 по 1853 гг. на его теперешнем месте, Рю де Гавр, по бозаровому проекту архитектора Эжена Флаша́. В 1889 году вокзал приобрёл сегодняшний вид. Для всемирной выставки потребовалось значительное увеличение площадей вокзала, которое было осуществлено архитектором Жюлем Лишу́.

## Вокзал Сен-Лазар в искусстве и литературе

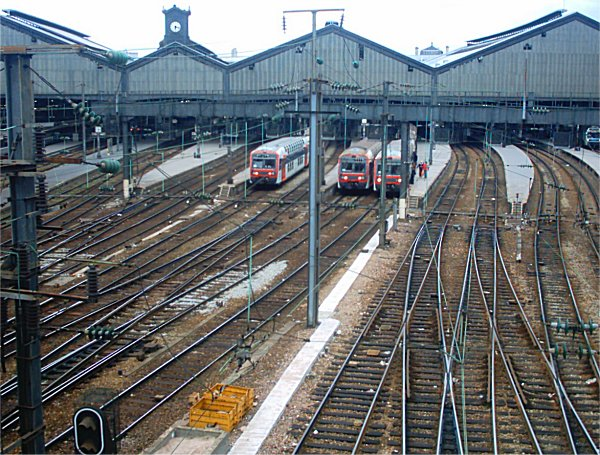
Вид на вокзал Сен-Лазар с моста Европы

Карта зон Франции в зависимости от вокзала отправления из Парижа. Вокзал Сен-Лазар — жёлтая зона, пункты назначения обозначены жёлтым цветом.

Вокзал Сен-Лазар изображён на полотнах многих художников. Многие импрессионисты жили недалеко от Сен-Лазара в течение 1870-х и 1880-х годов. В 1998 музей Орсе и Национальная галерея искусства в Вашингтоне организовали выставку под названием «Мане, Моне и вокзал Сен-Лазар».
Эдуар Мане жил рядом с вокзалом на рю де Санкт-Петербург. Через два года после переезда в этот район он выставил в 1874 году на Парижском салоне своё полотно «Железная дорога». Это полотно, ныходящееся в Национальной галерее искусства в Вашингтоне, изображает женщину с маленькой собачкой и книгой, сидящую на фоне железной решётки, и девочку, рассматривающую железнодорожные пути и паровозный пар. Мане написал это полотно на заднем дворе дома по рю де Ром.
Гюстав Кайботт также жил буквально в нескольких шагах от станции. Он написал полотно «Мост Европы» в 1876 году (теперь в музее Пти-Пале в Женеве, Швейцария) и «На мосту Европы» в 1876-80 (Музей искусства Кимбелла, Форт-Уэрт).
В 1877 году живописец Клод Моне арендовал студию неподалёку от вокзала Сен-Лазар. В том же году Моне представил на выставке импрессионистов семь картин, на которых был изображён вокзал Сен-Лазар. Всего художник запечатлел вокзал 12 раз.
Вокзал также фигурирует во множестве фильмов, как французских, так и иностранных, в том числе «Двойная жизнь Вероники» и «Амели».

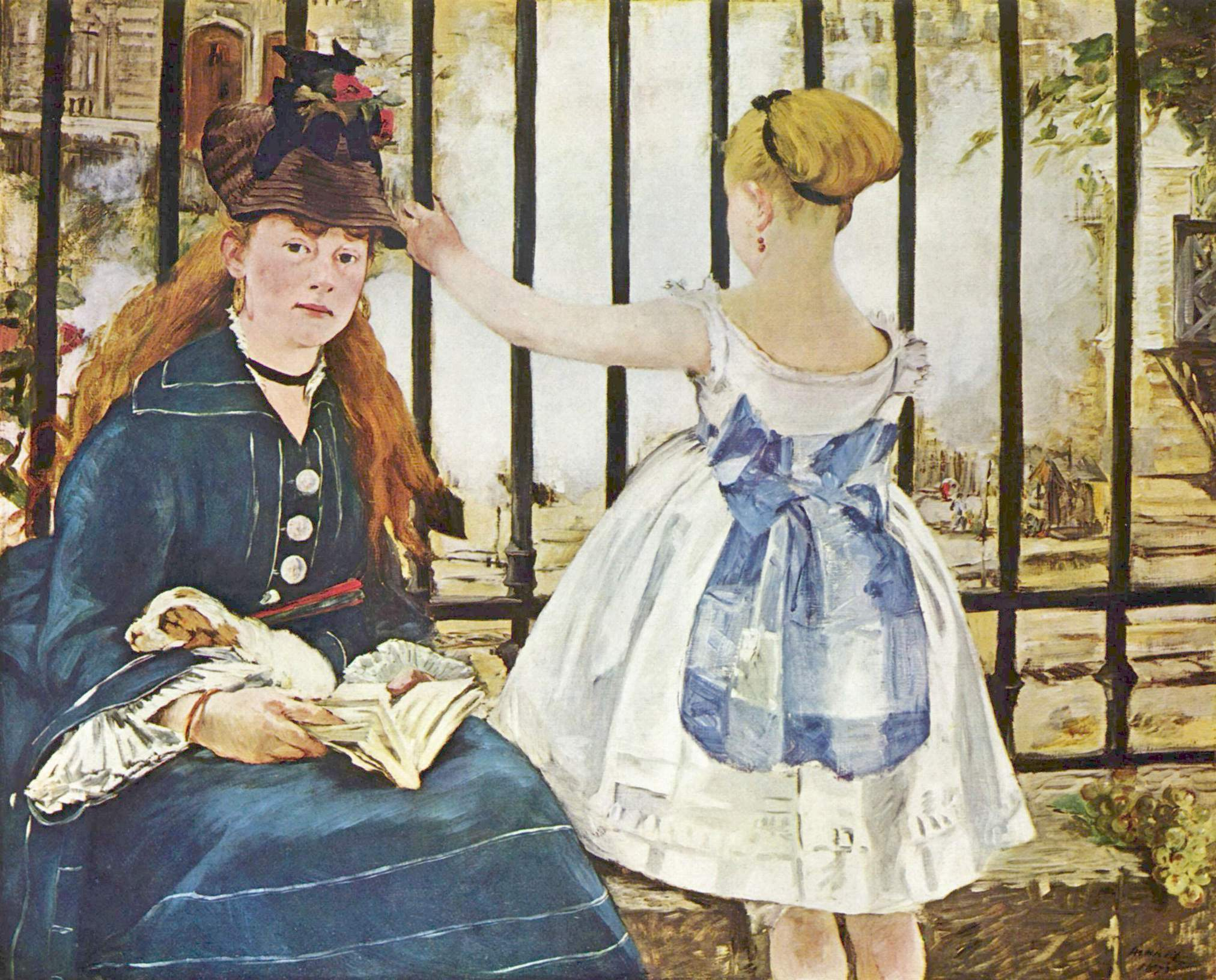
Железная дорога, Эдуар Мане, 1872-1873, Национальная галерея искусства, Вашингтон
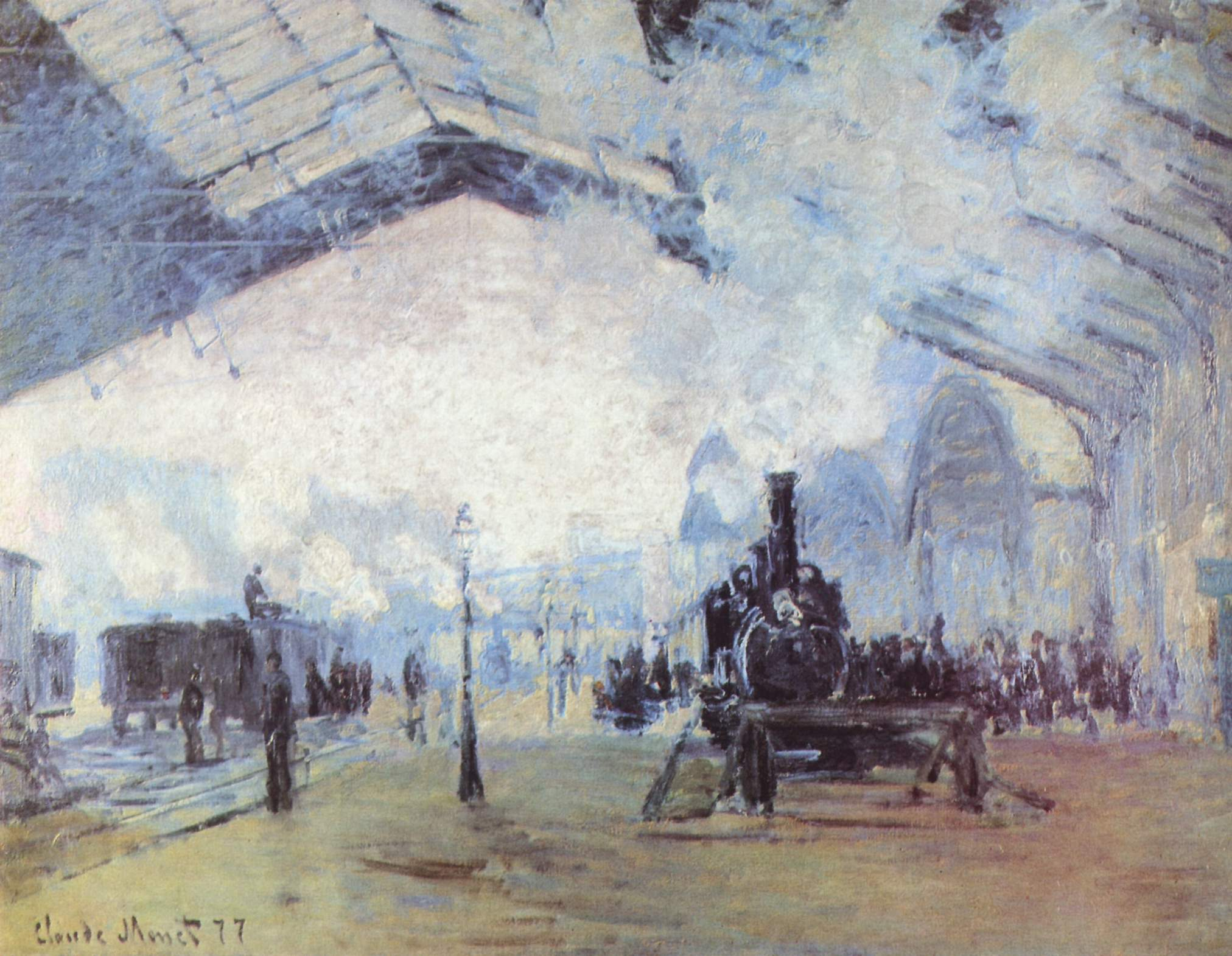
Вокзал Сен-Лазар в Париже, Клод Моне, 1877, Институт искусств, Чикаго
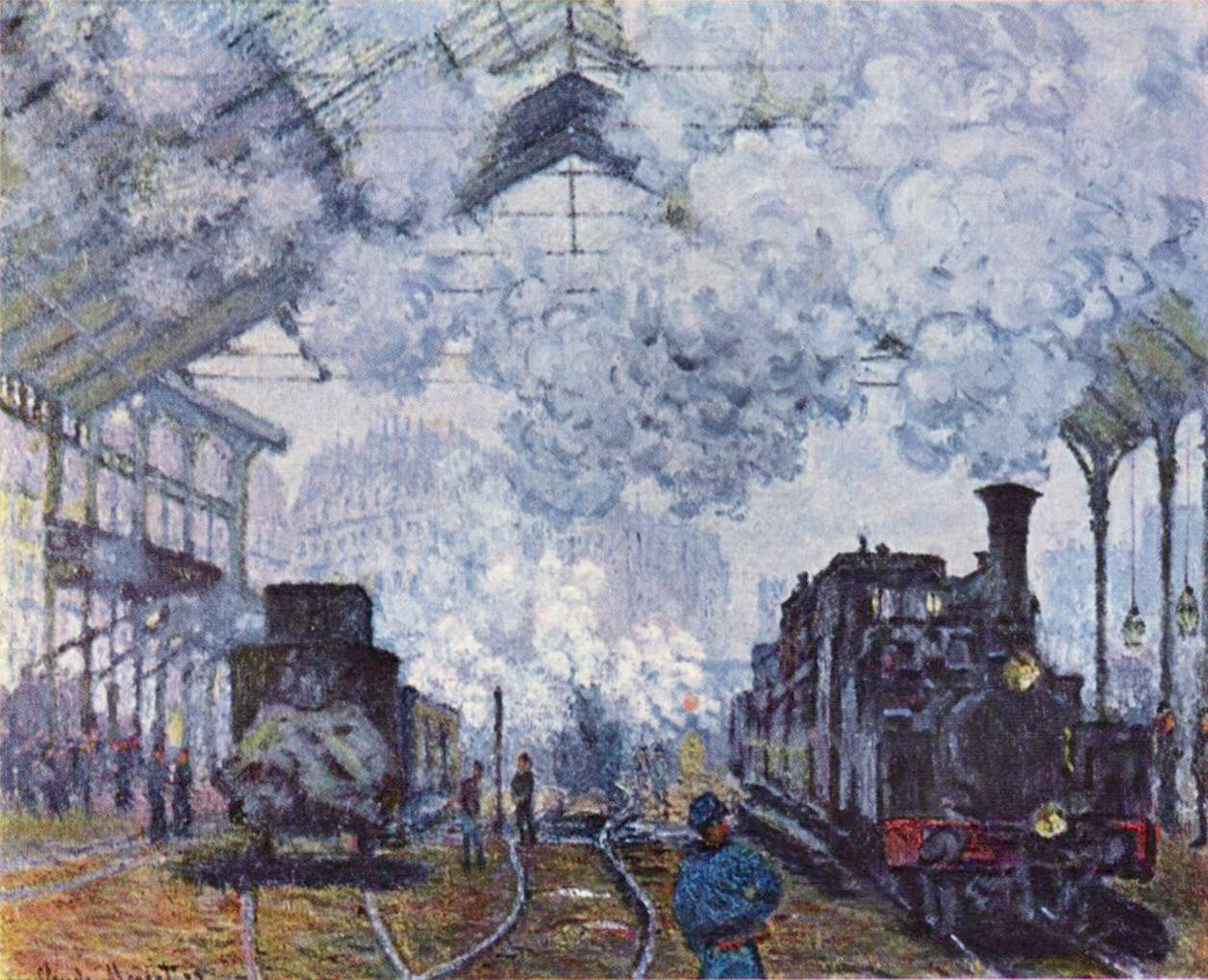
Вокзал Сен-Лазар, прибытие поезда, Клод Моне, 1877, Музей Фогг, Кембридж (Массачусетс)
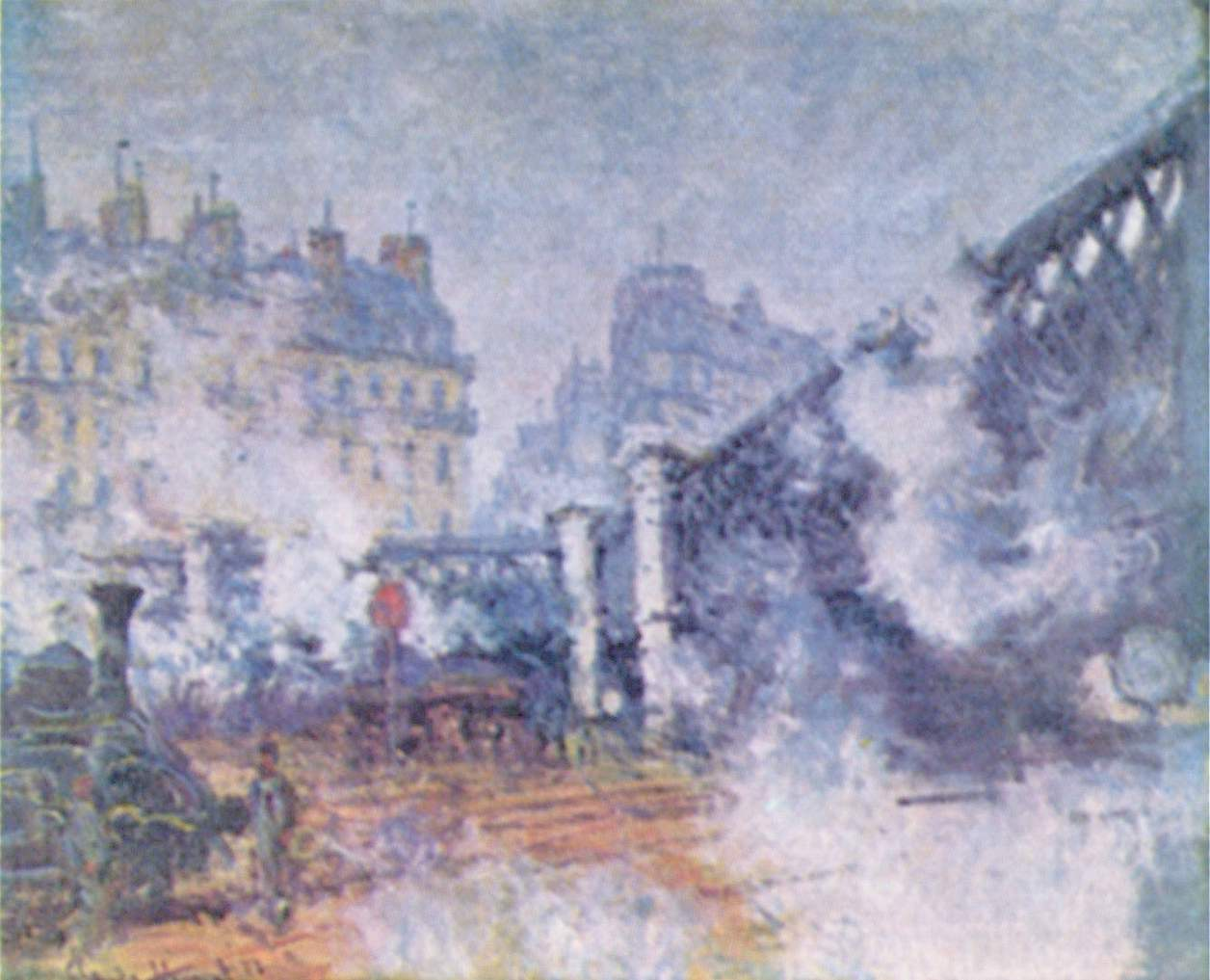
Мост Европы, вокзал Сен-Лазар, Клод Моне, 1877, Музей Мармоттан-Моне, Париж
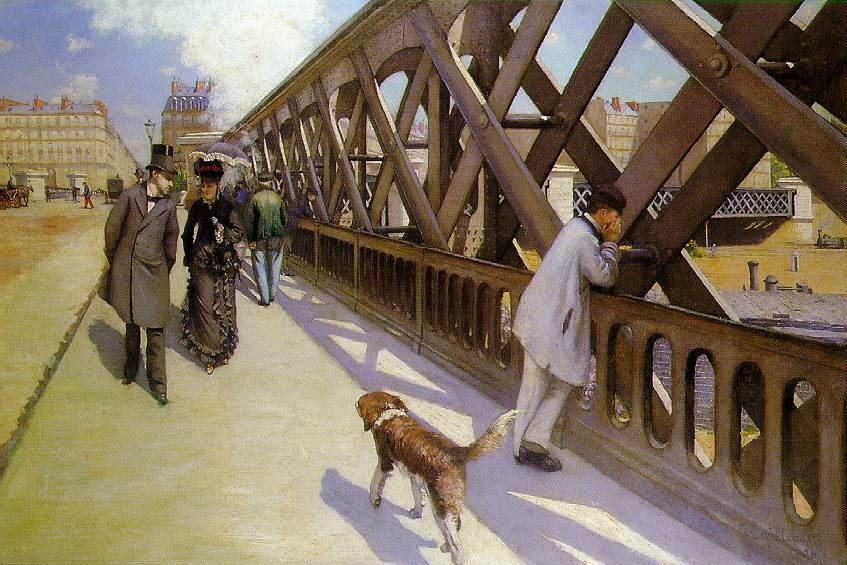
Мост Европы, Гюстав Кайботт, 1876, Музей Пти-Пале, Женева